# Formación El Picacho
La Formación El Picacho es una formación geológica datada alrededor de 70 a 65 millones de años atrás en el Maastrichtiense durante el Cretácico superior, en el condado de Presidio, Estado de Texas, Estados Unidos. 

## Fósiles
- Sauropoda
  - Titanosauria
    - Alamosaurus sanjuanensis
- Ornithopoda
  - Hadrosauridae
    - Kritosaurus sp.
- Marginocephalia
  - Ceratopsia
    - Ceratopsoidea indet.
- Thyreophora
  - Ankylosauria
    - Nodosauridae indet.
- Theropoda
  - Coelurosauria
    - Ornithomimidae indet.
    - Tyrannosauridae indet.

## Fuente
- El Picacho en The Palelogy Database

- Datos: Q5351839